# Effectif actuel du Heat de Stockton
| No    | Nom                | Nat. | Position       | Arrivée |
| ----- | ------------------ | ---- | -------------- | ------- |
| +031, | Andrew Shortridge  |      | Gardien de but |         |
| +032, | Dustin Wolf        |      | Gardien de but |         |
| -     | Oscar Dansk        |      | Gardien de but |         |
| +005, | Colton Poolman     |      | Défenseur      |         |
| +006, | Ilya Solovyov      |      | Défenseur      |         |
| +007, | Nick DeSimone      |      | Défenseur      |         |
| +011, | Matthew Phillips   |      | Ailier droit   |         |
| -     | Cole Schwindt      |      | Ailier droit   |         |
| -     | Clark Bishop       |      | Centre         |         |
| +016, | Mark Simpson       |      | Centre         |         |
| +017, | Dmitry Zavgorodniy |      | Ailier droit   |         |
| +020, | Alex Gallant       |      | Ailier gauche  |         |
| +024, | Martin Pospisil    |      | Ailier gauche  |         |
| +029, | Adam Ruzicka       |      | Centre         |         |
| +034, | Walker Duehr       |      | Ailier droit   |         |
| +036, | Tyrell Goulbourne  |      | Ailier gauche  |         |
| -     | Adam Klapka        |      | Ailier droit   |         |
| +046, | Emilio Pettersen   |      | Ailier gauche  |         |
| +047, | Connor Zary        |      | Centre         |         |
| +049, | Jakob Pelletier    |      | Ailier gauche  |         |
| -     | Ben Jones          |      | Centre         |         |